# مایک تیلور (راننده مسابقه)
مایکل تیلور (انگلیسی: Michael Taylor؛ زادهٔ ۲۴ آوریل ۱۹۳۴، درگذشتهٔ ۷ آوریل ۲۰۱۷) رانندهٔ مسابقات اتومبیل‌رانی فرمول یک اهل بریتانیا بود که از فصل ۱۹۵۹ تا ۱۹۶۰ در مجموع در دو گراند پری شرکت کرد، اما موفق به کسب هیچ امتیازی نشد.
تیلور در ۷ آوریل ۲۰۱۷ بر اثر ابتلا به سرطان درگذشت.